# At the Room 427
At the Room 427 ist ein Jazzalbum des Kōichi Matsukaze Trio mit Ryōjirō Furusawa. Die am 21. November 1975 an der Chūō-Universität Tokio live entstandenen Aufnahmen erschienen 1976 in kleiner Auflage auf ALM Records. Das Album wurde auf dem Londoner Label Barely Breaking Even (BBE) am 21. Januar 2022 in der Reihe „BBE Music's J Jazz Masterclass“ als Download wiederveröffentlicht.

## Hintergrund
At the Room 427 ist das Debütalbum des Saxophonisten Kōichi Matsukaze, der Mitte der 1970er-Jahre in der japanischen Jazzszene erschien. Aufgenommen wurde das Album vor einem kleinen Publikum in Room 427, einem Klassenzimmer der Chuo-Universität, der Alma Mater von Matsukaze und Furusawa. Mit Matsukaze spielten der Bassist Kōichi Yamazaki und der Schlagzeuger Ryōjirō Furusawa.

## Titelliste
- Kōichi Matsukaze Trio Featuring Ryojiro Furusawa: At the Room 427 (ALM Records AL-3002)[1]

1. Acoustic Chicken (Ryojiro Furusawa) 20:02
2. Theme of Seikatsu Kojyo Iinkai (Koichi Matsukaze) 7:44
3. Little Drummer (Koichi Matsukaze) 11:31
4. Lover Man (David, Sherman, Ramirez) 10:40
5. Theme of Seikatsu Kojyo Iinkai (alternate version) (Koichi Matsukaze) 1:06

## Rezeption
Philip Freeman schrieb im Down Beat, Matsukaze sei ein kraftvoller Saxophonist, dessen voller Ton und heftiges Spiel an Arthur Blythe oder andere Figuren der damaligen New Yorker Loft-Szene erinnern könnte. Letztendlich sei dies eine Offenbarung, so heftig und aufregend wie alles, was zu dieser Zeit im Studio Rivbea oder anderswo in New York gespielt wurde.
At the Room 427 vom Koichi Matsukaze Trio mit Ryojiro Furusawa ist ein selten gehörtes Beispiel für postmodalen Powerbop und Free Jazz, so  Manuela Krause im WDR, „und ein gutes Beispiel für fieberhaften improvisierten Jazz, der so nur aus Japan kommen konnte.“ Es sei gleichzeitig das Debütalbum eines der aufregendsten und zukunftsweisendsten Instrumentalisten aus Japan. Trotz der rudimentären Besetzung gelinge es der Aufnahme, dem Hörer das Gefühl zu geben, sich im Raum selbst zu befinden, ganz nah an der Band, die von intensiver Energie strotze. Matsukazes unverwechselbar kantiger, dekonstruktiver Stil verleihe der Session eine unvorhersehbare Qualität, die durch den muskulösen Bass von Koichi Yamazaki und dem kinetischen Schlagzeug von Ryojiro Furusawa ausgeglichen wird, der Matsukazes feurigen Soli eine solide Grundlage biete.